# 1008년

## 연호
- 북송(北宋) 경덕(景德) 5년 / 대중상부(大中祥符) 원년
- 요(遼) 통화(統和) 26년
- 일본(日本) 간코(寛弘) 5년
- 전 레 왕조(前黎朝) 까인투이(景瑞) 원년

## 기년
- 북송(北宋) 진종(眞宗) 11년
- 요(遼) 성종(聖宗) 27년
- 고려(高麗) 목종(穆宗) 11년
- 전 레 왕조(前黎朝) 와조제(臥朝帝) 4년

## 사건
- 통주(通州)에 성을 쌓음.